# سطات
سطات (به عربی: سطات) در مراکش با جمعیت ۱۱۶٬۵۷۰ نفر است که در شاویه وردیغه واقع شده‌است.